# Катерина Вороніна (фільм)
«Катерина Вороніна» — радянський художній фільм 1957 року режисера Ісидора Анненського, знятий за однойменним романом  Анатолія Рибакова.

## Сюжет
Уроджена волжанка, вихованка суворої і владної бабусі, Катерина рано залишилася без матері. Рідкісні зустрічі з батьком — старим заслуженим капітаном — сформували в ній твердий характер. Почалася війна, і Катерина, не замислюючись, пішла працювати в госпіталь. Тут до неї прийшло перше кохання, яке принесло і перше розчарування. Після війни, закінчивши інститут, Катерина — інженер, начальник дільниці річкового порту. Непрості стосунки склалися у неї з начальником пароплавства. Коли його зняли з роботи через справедливі нарікання, Катерина зрозуміла, що втрачає найближчу їй людину.

## У ролях
- Людмила Хитяєва — Катерина Вороніна (дебют в кіно)
- Віра Пашенна — бабуся Катерини
- Михайло Ульянов — Сергій Сутирін
- Юрій Пузирьов — Женя Кулагін
- Аріадна Шенгелая — Ірина Ледньова
- Надир Малишевський — Костянтин Олексійович Ледньов
- Нонна Мордюкова — Дуся Ошуркова
- Олександр Сашин-Нікольський — Євген Самойлович
- Вадим Медведєв — Юрій Мостовий
- Маргарита Ліфанова — Соня
- Юрій Кірєєв — Микола
- Ірина Мурзаєва — Калерія Іванівна
- Олександр Пєлєвін — Єлісєєв
- Тетяна Панкова — жінка в театрі
- Сергій Бобров — батько Катерини, капітан Іван Воронін
- Іван Кузнецов — Максим Петрович
- Олег Туманов — Малахов
- Катерина Кудрявцева — Клара
- Євген Кудряшов — Барикін
- Валентина Бєляєва — Мати Катерини
- Клавдія Козльонкова — обліковиця в порту
- Валентин Брилєєв — студент інституту водного транспорту
- Микола Хрящиков — епізод
- Валентин Грачов — робітник річкового порту

## Знімальна група
- Автор сценарію:  Анатолій Рибаков
- Режисер:  Ісидор Анненський
- Оператор:  Ігор Шатров
- Художник-постановник:  Володимир Богомолов
- Композитор:  Лев Шварц